# 维斯瓦夫·鲁德科夫斯基
维斯瓦夫·鲁德科夫斯基（波蘭語：Wiesław Rudkowski，1946年11月17日—2016年2月14日），波兰男子拳击运动员。他曾代表波兰参加1968年和1972年夏季奥林匹克运动会拳击比赛，其中1972年奥运会获得一枚银牌。